# Kars (tartomány)
Kars tartomány Törökország egyik tartománya az Kelet-anatóliai régióban, székhelye Kars városa. A tartomány 1878 és 1917 között orosz fennhatóság alatt állt, 1918–1920 között Örményországhoz tartozott, 1921-ben adta vissza a Szovjetunió az Oszmán Birodalomnak. Keleten Örményország Aragacotn tartománya és Armavir tartománya, délről Ağrı tartomány, nyugatról Erzurum tartomány, északnyugatról Ardahan tartomány határolja.

## Körzetek
A tartománynak nyolc körzete van:
- Akyaka
- Arpaçay
- Digor
- Kağızman
- Kars
- Sarıkamış
- Selim
- Susuz

## Külső hivatkozások
- A tartomány honlapja (törökül)